# Puccinia glomerata

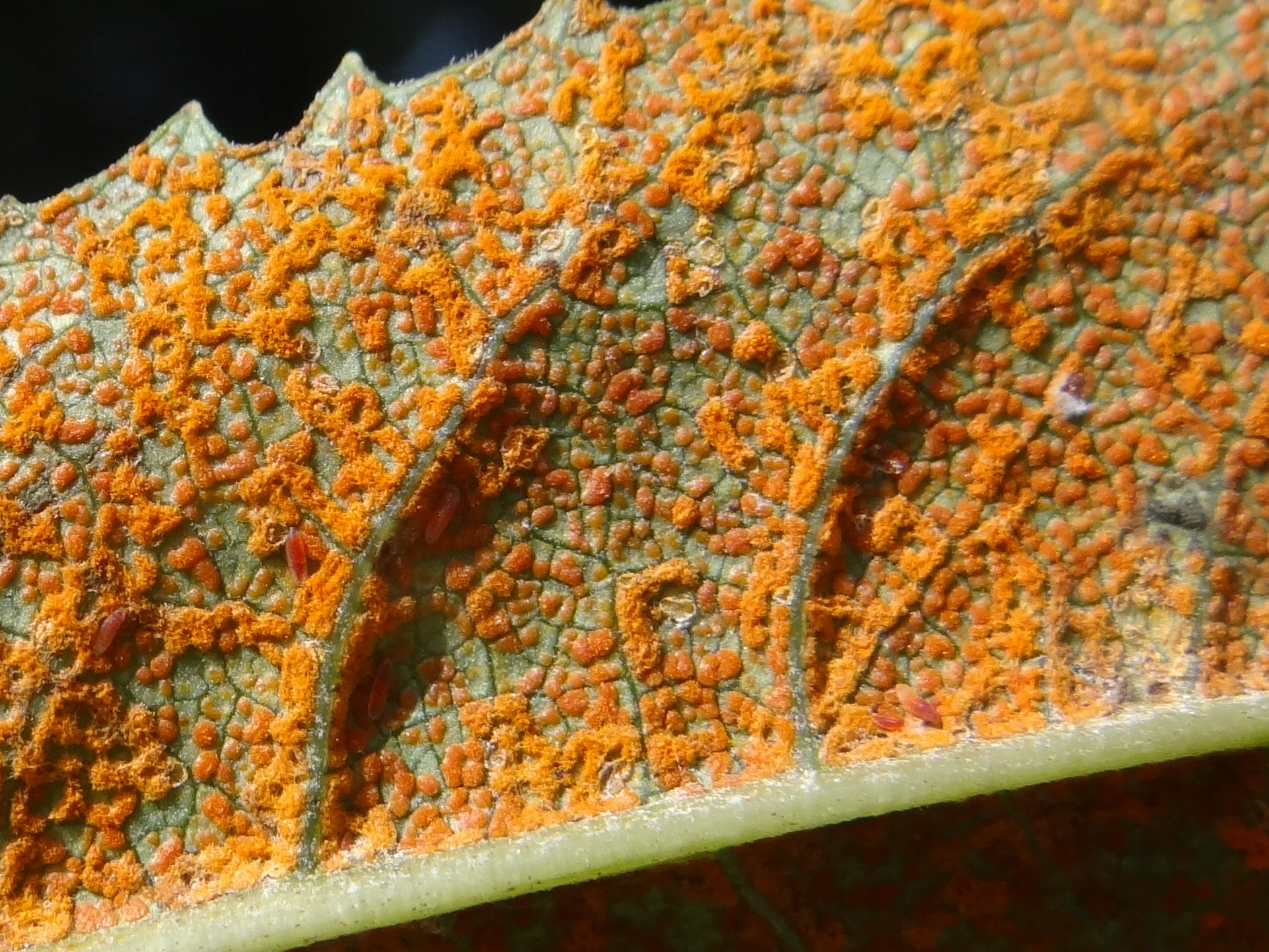
Telia

Puccinia glomerata Grev. – gatunek grzybów z rodziny rdzowatych (Pucciniaceae). Pasożyt, fitopatogen roślin z rodzaju starzec (Senecio), wywołujący u nich chorobę o nazwie rdza. W Ameryce Północnej i Europie jest pospolity i szeroko rozprzestrzeniony.

## Systematyka i nazewnictwo
Pozycja w klasyfikacji według Index Fungorum: Puccinia, Pucciniaceae, Pucciniales, Incertae sedis, Pucciniomycetes, Pucciniomycotina, Basidiomycota, Fungi.
Synonimy nazwy naukowej:

- Dicaeoma expansum (Link) Kuntze 1898
- Dicaeoma glomeratum (Grev.) Kuntze 1898
- Dicaeoma senecionis (Lib.) Kuntze 1898
- Micropuccinia expansa (Link) Arthur & H.S. Jacks. 1921
- Puccinia expansa Link 1825
- Puccinia senecionis Lib. 1830

## Charakterystyka
Większość gatunków rdzy to pasożyty dwudomowe, których rozwój przebiega na dwóch roślinach żywicielskich. Puccinia glomerata należy do mniej licznej grupy pasożytów jednodomowych – cały jej cykl rozwojowy odbywa się wyłącznie na jednej roślinie – są to różne gatunki starców. Objawem porażenia są rdzawe brodawki na dolnej stronie liści.
Jest rdzą niepełnocyklową. Nie są znane sporydia, ecja ani uredinia. Telia powstają licznie na dolnej stronie liści. Teliospory elipsoidalne o barwie od złotej do bordowej, dwukomórkowe. Mają rozmiar 23–41 × 14–27 μm. Osadzone są na trzoneczkach, które podczas odrywania się zarodników odpadają.